# Kizugawa

Kizugawa (木津川市 Kizugawa-shi?) este un municipiu din Japonia, prefectura Kyoto.